# Le amanti di Monsieur Ripois
Le amanti di Monsieur Ripois (Monsieur Ripois) è un film del 1954 diretto da René Clément.

## Trama
André Ripois, un francese che vive a Londra, è un vero dongiovanni. Sua moglie Caterina, stanca dei continui tradimenti, lo lascia per recarsi a Edimburgo, dove vuole ottenere il divorzio. Lui, infatuato di Patrizia, un'amica della moglie, cerca in ogni modo di sedurre la ragazza, giungendo a punti estremi. Fingendo di volersi suicidare, si butta dalla finestra ma cade malamente e resta paralizzato. La moglie, credendo al pari di Patrizia che André abbia voluto suicidarsi a causa del divorzio, decide di ritornare da lui: André diventa, suo malgrado, prigioniero a vita della moglie.

## Produzione
Il film fu prodotto dalla Transcontinental Films e Transcontinental Film Productions (London).
Venne girato a Londra e negli Associated British Picture Corporation Studios di Elstree, Hertfordshire.

## Distribuzione
Venne presentato in prima al Festival di Cannes, proiettato in pubblico il 3 aprile 1954. Uscì poi nelle sale cinematografiche francesi il 19 maggio, distribuito dalla Cinédis.

## Riconoscimenti
- Festival di Cannes 1954
  - Premio speciale della Giuria[3]

## Critica
(Leo Pestelli)